# Culex iridescens
Culex iridescens är en tvåvingeart som först beskrevs av Lutz 1905.  Culex iridescens ingår i släktet Culex och familjen stickmyggor. Inga underarter finns listade i Catalogue of Life.